# باشگاه فوتبال رادنیک بیه‌لینا
باشگاه فوتبال رادنیک بیه‌لینا (سیریلیک صربی: Фудбалски клуб Радник Бијељина) یک باشگاه فوتبال مستقر در بیه‌لینا، بوسنی و هرزگوین است که در حال حاضر در لیگ برتر فوتبال بوسنی و هرزگوین، بالاترین سطح لیگ فوتبال در این کشور به فعالیت می‌پردازد.
آن‌ها بازی‌های خانگی خود را در ورزشگاه گرادسکی، مستقر در بیه‌لینا انجام می‌دهند که به اندازه ۶۰۰۰ صندلی گنجایش پذیرش تماشاگر دارد.

## تاریخچه

### سال‌های اولیه
اولین توپ فوتبال در سال ۱۹۱۶ به بیه‌لینا آورده شد. نخستین باشگاه فوتبال در بیه‌لینا، پودرینیه یانیا بود که در سال ۱۹۱۹ تشکیل شد. بعدها باشگاه‌های دیگری مانند زورا در سال ۱۹۲۰، گراجانسکی در سال ۱۹۲۳ و سامبریا در سال ۱۹۳۵ تأسیس شدند. باشگاه‌های منطقه بیه‌لینا، از پساولیه و پودرینیه در لیگ‌های استانی زیرمجموعه فوتبال در بلگراد بازی می‌کردند.
پس از پایان جنگ جهانی دوم، باشگاه فوتبال رادنیک بیه‌لینا تأسیس شد.

### ۱۹۴۵–۱۹۹۰
باشگاه فوتبال بیه‌لینا، در تاریخ ۱۴ ژوئن ۱۹۴۵ تأسیس شد. زمان زیادی طول نکشید تا رادنیک اولین جام خود را به دست بیاورد. در سال ۱۹۴۸، آنها قهرمان منطقه توزلا شدند و در فینال باشگاه فوتبال اسلوبودا توزلا را شکست دادند. یک سال بعد، این باشگاه به دور ۱/۱۶ پایانی جام حذفی فوتبال یوگسلاوی رسید. در سال ۱۹۵۷، رادنیک وارد منطقه نووی ساد/سریم (لیگ منطقه‌ای) شد.
در فصل ۱۹۷۱–۷۲، رادنیک قهرمان لیگ منطقه‌ای جمهوری بوسنی و هرزگوین شد و در مرحله پلی‌آف برای کسب یک جایگاه در لیگ سطح دوم یوگسلاوی حاضر شد. این باشگاه در پلی‌آف با باشگاه فوتبال اسلوگا از شهر وکووار بازی کرد و هر دو مسابقه را با نتایج ۴–۰ در بیه‌لینا و ۸–۰ در وکووار برد. آنها به لیگ دوم یوگسلاوی صعود کردند و با باشگاه‌هایی مانند پرلوتر زرنیانین و بچی بازی نمودند. آنها به مدت شش فصل در لیگ دوم یوگسلاوی بقا داشتند و بهترین رتبه خود را در فصل ۱۹۷۷–۷۸ با قرار گرفتن در جایگاه دهم به دست آوردند.
یکی دیگر از دستاوردهای بزرگ رادنیک بیه‌لینا، زمانی بود که تیم جوانان در سال ۱۹۸۷ جام منطقه بوسنی و هرزگوین را به دست آورد. در نیمه‌نهایی، آنها باشگاه فوتبال ولژ موستار را در موستار با نتیجه ۵–۲ شکست دادند. در فینال، رادنیک در ضربات پنالتی باشگاه فوتبال پولت بوسانسکی برود را شکست داد و جام را کسب کرد.

### دهه ۱۹۹۰
از سال ۱۹۹۵ تا ۱۹۹۷، این باشگاه پانتری بیه‌لینا نامیده شد و تحت این نام در دو فصل ابتدایی لیگ اول جمهوری صربسکا بازی کرد. در فصل ۱۹۹۸–۹۹، رادنیک بیه‌لینا اولین عنوان لیگ اول آر. اس را به دست آورد، که این موفقیت دوباره بعدها در فصل ۲۰۰۴–۰۵ تکرار شد.

### دهه ۲۰۰۰
در فصل ۲۰۰۴–۰۵، رادنیک دومین عنوان قهرمانی جمهوری صربسکا را به دست آورد که آنها را به لیگ لیگ برتر بوسنی و هرزگوین برای فصل ۲۰۰۵–۰۶ روانه کرد. در پایان فصل ۲۰۰۵–۰۶، رادنیک در جایگاه سیزدهم قرار گرفت، در حالی‌که یک سال قبل‌تر، به مرحله ۱/۴ نهایی جام حذفی فوتبال بوسنی و هرزگوین رسید.
در جام جمهوری صربسکا، پس از اینکه دو بار به عنوان فینالیست در دوره‌های ۲۰۰۵–۰۶ و ۲۰۰۸–۰۹ شکست خورد، سرانجام در فصل جام ۲۰۰۹–۱۰ این جام را مجدداً به دست آورد.

### دهه ۲۰۱۰
رادنیک اولین جام ملی خود را در سال ۲۰۱۶ به دست آورد و در فصل ۲۰۱۵–۲۰۱۶ در جام بوسنی با پیروزی در برابر اسلوبودا توزلا در فینال (در مجموع ۴–۱) قهرمان شد. بدین ترتیب رادنیک به دورهای مقدماتی لیگ اروپا برای فصل ۲۰۱۷–۲۰۱۶ راه یافت. با اینکه بسیار خوب بازی کردند اما در همان بازی اول توسط باشگاه برو استارا زاگورا از بلغارستان حذف شد. آن‌ها در مجموع دو بازی رفت و برگشت دو بر صفر مغلوب شدند.
در فصل ۲۰۱۹–۲۰۱۸ لیگ برتر فوتبال بوسنی و هرزگوین، رادنیک در جایگاه پنجم قرار گرفت، اما از آنجا که باشگاه فوتبال ژلیزنیچار سارایوو که در جایگاه چهارم بود، مجوز یوفا برای شرکت در لیگ آن فصل را دریافت نکرد، رادنیک به دور مقدماتی لیگ اروپا ۲۰۱۹–۲۰ راه یافت. این باشگاه در دور اول مقدماتی لیگ اروپا، توسط باشگاه فوتبال اسپارتاک ترناوا حذف شد، با اینکه در بازی اول در بانیا لوکا ۲–۰ اسپارتاک را شکست دادند، اما در بازی برگشت دو بر صف در زمان قانونی شکست خوردند و در ترناوا پس از ضربات پنالتی (۲–۳ به نفع اسپارتاک) حذف شد.

### دهه ۲۰۲۰
در تاریخ ۲۸ مارس ۲۰۲۰، پنج سال بعد از اینکه ملادن کرستاییچ به عنوان رئیس هیئت مدیره باشگاه منصوب شد، کرستاییچ تصمیم به ترک رادنیک گرفت و پردراگ پرکوویچ به عنوان رئیس جدید باشگاه انتخاب شد.
در سپتامبر ۲۰۲۲، هواداران رادنیک، پرچم لشکر سوم زرهی اس‌اس توتن‌کوپف را به اهتزاز درآوردند که به‌طور گسترده در بوسنی به عنوان نماد نفرت شناخته می‌شود.